# 福州 (福建省)
福州（ふくしゅう）は、中国にかつて存在した州。唐代から元初にかけて、現在の福建省福州市一帯に設置された。

## 概要
623年（武徳6年）、唐により隋の建安郡が泉州と改められた。711年（景雲2年）、泉州は閩州と改称された。725年（開元13年）、閩州は福州と改称された。742年（天宝元年）、福州は長楽郡と改称された。758年（乾元元年）、長楽郡は福州の称にもどされた。福州は江南東道に属し、閩・侯官・長楽・福唐・古田・長渓・永泰・梅清・連江の9県を管轄した。唐末に福州に威武軍が置かれ、王審知が威武軍節度使となった。
唐が滅び、王審知が閩王となると、福州は大都督府に昇格した。932年（長興3年）、福州は長楽府と改められた。
宋のとき、福州は福建路に属し、閩・侯官・懐安・長楽・福清・古田・長渓・寧徳・永福・羅源・閩清・連江の12県を管轄した。
1278年（至元15年）、元により福州は福州路と改められた。福州路は江浙等処行中書省に属し、録事司と閩・侯官・懐安・長楽・連江・羅源・古田・閩清・永福の9県と福清州と福寧州に属する寧徳・福安の2県を管轄した。1367年、朱元璋により福州路は福州府と改められた。
明のとき、福州府は福建省に属し、閩・侯官・長楽・福清・連江・羅源・古田・閩清・永福の9県を管轄した。
清のとき、福州府は福建省に属し、閩・侯官・長楽・福清・連江・羅源・古田・屏南・閩清・永福の10県を管轄した。
1913年、中華民国により福州府は廃止された。